# ФК Котон Спорт
ФК Котон Спорт камерунски је фудбалски клуб из Гаруе. Домаћини су на стадиону Румде Ађија, Гаруа. 

## Историја
Клуб је основан 1986. године и наступао је у нижим камерунским лигама све до промоције у Премијер лигу Камеруна 1992. године. Почев од 1996. год. клуб доминира камерунским фудбалом са 12 освојених титула. 2008. године изгубили су финале Лиге шампиона, од ФК Ал Ахлија из Египта.

## Трофеји

### Национални
- Прва лига Камеруна

Првак (17): 1997, 1998, 2001, 2003, 2004, 2005, 2006, 2007, 2008, 2010, 2011, 2013, 2014, 2015, 2018, 2021, 2022
Другопласирани (5): 1994, 1996, 1999, 2000, 2002
- Куп Камеруна

Шампион (6): 2003, 2004, 2007, 2008, 2011, 2014
Другопласирани (1): 1999

### Међународни
- КАФ Лига шампиона

Другопласирани (1): 2008
- КАФ Куп

Другопласирани (1): 2003